# Vanessa Vidal
Vanessa Vidal (ur. 21 grudnia 1974 w Saint-Jean-de-Maurienne) – francuska narciarka alpejska, reprezentantka klubu La Toussuire.

## Kariera
Po raz pierwszy na arenie międzynarodowej Vanessa Vidal pojawiła się w kwietniu 1991 roku, startując na mistrzostwach świata juniorów w Geilo, gdzie zajęła dziewiąte miejsce w gigancie i 25. miejsce w slalomie. Najlepszy wynik w zawodach tego cyklu osiągnęła podczas rozgrywanych dwa lata później mistrzostw świata juniorów w Montecampione, gdzie w slalomie zajęła ósmą pozycję.
W zawodach Pucharu Świata zadebiutowała 21 grudnia 1994 roku w Alta Badia, gdzie nie zakwalifikowała się do drugiego przejazdu giganta. Pierwsze pucharowe punkty wywalczyła trzy miesiące później, 12 marca 1995 roku w Lenzerheide, zajmując 23. miejsce w slalomie. Nigdy nie stanęła na podium zawodów tego cyklu; najwyższą lokatę osiągnęła 19 marca 2000 roku w Bormio, gdzie slalom ukończyła na czwartej pozycji. W zawodach tych walkę o podium przegrała z Włoszką Elisabettą Biavaschi o 0,59 sekundy. Najlepsze wyniki osiągnęła w sezonie 1999/2000, kiedy zajęła 35. miejsce w klasyfikacji generalnej, a w klasyfikacji slalomu była siódma.
W 1997 roku wystąpiła na mistrzostwach świata w Sestriere, zajmując 25. miejsce w slalomie. W tej samej konkurencji zajęła także siedemnaste miejsce podczas rozgrywanych osiem lat później mistrzostw świata w Bormio. Najlepszy wynik na zawodach tej rangi osiągnęła na igrzyskach olimpijskich w Salt Lake City w 2002 roku, gdzie slalom ukończyła na siódmej pozycji. Brała też udział w rozgrywanych w 2006 roku igrzyskach olimpijskich w Turynie, gdzie w swej koronnej konkurencji zajęła 26. pozycję. Wielokrotnie zdobywała medale mistrzostw Francji, w tym złote w kombinacji w 1997 roku i slalomie w 2006 roku. W 2007 roku zakończyła karierę.
Jej brat Jean-Pierre Vidal, kuzyn Jean-Noël Augert, oraz wujek Jean-Pierre Augert również uprawiali narciarstwo alpejskie.

## Osiągnięcia

### Igrzyska olimpijskie
| Miejsce | Dzień     | Rok  | Miejscowość    | Konkurencja | Czas biegu  | Strata  | Zwyciężczyni    |
| ------- | --------- | ---- | -------------- | ----------- | ----------- | ------- | --------------- |
| 7.      | 20 lutego | 2002 | Salt Lake City | Slalom      | 1:46,10 min | +2,01 s | Janica Kostelić |
| 26.     | 22 lutego | 2006 | Turyn          | Slalom      | 1:29,04 min | +3,93 s | Anja Pärson     |

### Mistrzostwa świata
| Miejsce | Dzień     | Rok  | Miejscowość | Konkurencja | Czas biegu  | Strata  | Zwyciężczyni       |
| ------- | --------- | ---- | ----------- | ----------- | ----------- | ------- | ------------------ |
| 25.     | 5 lutego  | 1997 | Sestriere   | Slalom      | 1:43,88 min | +7,18 s | Deborah Compagnoni |
| DNF1    | 7 lutego  | 2001 | St. Anton   | Slalom      | 1:32,95 min | -       | Anja Pärson        |
| 17.     | 11 lutego | 2005 | Bormio      | Slalom      | 1:47,98 min | +4,44 s | Janica Kostelić    |
| 32.     | 16 lutego | 2007 | Åre         | Slalom      | 1:43,91 min | +6,76 s | Šárka Záhrobská    |

### Mistrzostwa świata juniorów
| Miejsce | Dzień       | Rok  | Miejscowość   | Konkurencja | Czas biegu  | Strata  | Zwyciężczyni     |
| ------- | ----------- | ---- | ------------- | ----------- | ----------- | ------- | ---------------- |
| 9.      | 12 kwietnia | 1991 | Geilo         | Gigant      | 2:09,95 min | +1,71 s | Sabina Panzanini |
| 25.     | 14 kwietnia | 1991 | Geilo         | Slalom      | 1:20,21 min | +6,59 s | Urška Hrovat     |
| 8.      | 4 marca     | 1993 | Montecampione | Slalom      | 1:16,22 min | +2,44 s | Morena Gallizio  |

### Puchar Świata

#### Miejsca w klasyfikacji generalnej
- sezon 1994/1995: 104.
- sezon 1995/1996: 75.
- sezon 1996/1997: 56.
- sezon 1997/1998: 92.
- sezon 1998/1999: 35.
- sezon 1999/2000: 40.
- sezon 2000/2001: 46.
- sezon 2001/2002: 63.
- sezon 2002/2003: 85.
- sezon 2003/2004: 85.
- sezon 2004/2005: 81.
- sezon 2005/2006: 79.
- sezon 2006/2007: 57.

#### Miejsca na podium w zawodach
Vidal nigdy nie stanęła na podium zawodów PŚ.